# لوتشيانو ليتشيزي
لوتشيانو ليتشيزي (بالإسبانية: Luciano Leccese)‏ هو لاعب كرة قدم أرجنتيني في مركز الهجوم، ولد في 1 سبتمبر 1982 في سالتا في الأرجنتين. لعب مع تاليريس.